# クラン・アルパイン (3代)
クラン・アルパイン (SS Clan Alpine) はイギリスの貨物船。クラン・ライン社所有。1918年1月28日に進水し同年竣工。本船はクラン・アルパインと命名された3隻目の船である。
第二次世界大戦中、クラン・アルパインはイギリス政府用の装備や補給品の輸送に使用された。1942年11月19日、セントヘレナに向けて航行中に雷撃され沈んだ客船シティ・オブ・カイロの救命ボート2隻を発見、乗っていた人を救助しセントヘレナまで運んだ。
OS44船団の1隻としてフィニステレ岬西方を航行中であった1943年3月13日に、クラン・アルパインはドイツ潜水艦U-107に雷撃された。OS44船団は、1943年3月6日にイギリスのリヴァプールを出発しウォルビスベイを経由してポートスーダンへ向かう船団であった。この時、クラン・アルパインは11,317トンの貨物を積んでいた。U-107は5時30分に魚雷を発射し、3隻の船に命中したと報告した。実際はクラン・アルパインを含め4隻に魚雷は命中した。修理も曳航を無理であったため、護衛のスループ スカボローの爆雷で沈められた。乗員はスカボローにより救助された後、別の船でジブラルタルへ運ばれた。乗員の死者は26人であった。

## 要目
- トン数：5,442トン
- 全長：410.2フィート
- 全幅：53.5フィート
- 吃水：28.4フィート
- 速力：11ノット
- 乗員：69